# Néstor Albiach
Néstor Albiach Roger (Chirivella, 18 de agosto de 1992), más conocido como Néstor Albiach, es un futbolista español que juega en las filas del NorthEast United de la Superliga de India.

## Trayectoria
Formado en las categorías inferiores del Valencia C. F. y Levante U. D., debutó como sénior con el Sporting Club Requena en la Tercera División, equipo con el que jugó 29 partidos y marcó 9 goles. Tras esta temporada fichó por el C. D. Olímpic de Xàtiva. En el club jugó 20 partidos y marcó 3 goles. El 25 de enero de 2013 fichó por el F. K. Dukla Praga de la Gambrinus Liga.
Hizo su debut en la liga checa el 22 de febrero de 2013 en un partido contra el F. K. Teplice. Se estrenó como goleador con el club checo el 13 de abril de 2013 con una victoria por 5-1 frente al F. K. Jablonec. Después, ese mismo año, fue nombrado mejor jugador del mes de marzo, después de marcar en dos partidos, frente al F. C. Zbrojovka Brno y frente al F. K. Mladá Boleslav. Tras comenzar la temporada 2016-17 marcando 5 goles en los primeros meses, en diciembre de 2016 fichó por el A. C. Sparta Praga.
La segunda parte de la campaña 2018-19 la jugó en el C. F. Badalona, logrando cuatro goles en los diez partidos que jugó. En junio de 2019 se hizo oficial su fichaje por el C. D. Numancia. Tras una temporada, regresó a Badalona.
El 25 de junio de 2021 firmó por el Club de Fútbol Rayo Majadahonda. Estuvo un par de campañas, en las que jugó más de 70 partidos, y en julio de 2023 se marchó a la India para jugar en la Superliga con el NorthEast United.

## Clubes
| Club                       | País            | Año       |
| -------------------------- | --------------- | --------- |
| S. C. Requena              | España          | 2011-2012 |
| C. D. Olímpic de Xàtiva    | España          | 2012-2013 |
| F. K. Dukla Praga          | República Checa | 2013-2016 |
| A. C. Sparta Praga         | República Checa | 2016-2019 |
| F. K. Dukla Praga (cedido) | República Checa | 2018      |
| C. F. Badalona             | España          | 2019      |
| C. D. Numancia             | España          | 2019-2020 |
| C. F. Badalona             | España          | 2020-2021 |
| C. F. Rayo Majadahonda     | España          | 2021-2023 |
| NorthEast United           | India           | 2023-     |